# Журба, Павел Павлович
Павел Павлович Журба (1916—1989) — красноармеец Рабоче-крестьянской Красной армии, участник Великой Отечественной войны, Герой Советского Союза (1944).

## Биография
Родился 6 марта 1916 года в селе Дарственное (ныне — Куршимский район Восточно-Казахстанской области Казахстана). Получил начальное образование, после чего работал заведующим столовой на одном из рудников в Маркакольском районе. В 1937 году был призван на службу в Рабоче-крестьянскую Красную Армию. Участвовал в боях на озере Хасан. После демобилизации служил в органах внутренних дел. В 1941 году повторно был призван в армию. С того же года — на фронтах Великой Отечественной войны. К сентябрю 1943 года красноармеец Павел Журба командовал отделением 132-го отдельного сапёрного батальона 38-й стрелковой дивизии 40-й армии Воронежского фронта. Отличился во время битвы за Днепр.
В период с 23 по 30 сентября 1943 года расчёт Павла Журбы переправил на пароме через Днепр в районе села Григоровка Каневского района Черкасской области Украинской ССР 1440 бойцов и командиров, 15 противотанковых орудий, 6 тонн продовольствия, 26 лошадей.
Указом Президиума Верховного Совета СССР «О присвоении звания Героя Советского Союза генералам, офицерскому, сержантскому и рядовому составу Красной Армии» от 10 января 1944 года за «образцовое выполнение боевых заданий командования на фронте борьбы с немецко-фашистскими захватчиками и проявленные при этом отвагу и геройство» был удостоен высокого звания Героя Советского Союза с вручением ордена Ленина и медали «Золотая Звезда».
В 1944 году получил тяжёлое ранение и был демобилизован. Проживал в Алма-Ате, работал заместителем председателя Алма-Атинского областного комитета ДОСААФ, затем в Министерстве трудовых резервов Казахской ССР.
С 1986 года жил в Усть-Каменогорске. Скончался 30 января 1989 года.

## Награды
Был также награждён орденами Отечественной войны 1-й степени и Красной Звезды, рядом медалей.